# Línea 25 (TUCARSA)
La línea 25 de la red de autobuses urbanos de Cartagena (TUCARSA), también denominada Zona Oeste, une de forma circular las localidades occidentales del municipio en la región de Murcia en España.

## Características
Esta línea fue creada en mayo de 2018, como prueba piloto, uniendo varias localidades del oeste de Cartagena a través de un recorrido circular. Su cabecera de regulación se encuentra situada en los Molinos Marfagones, donde establece correspondencia con la línea 6.
La línea mantiene los mismos horarios todo el año (exceptuando las vísperas de festivo y festivos de Navidad).
Es operada por ALSA (TUCARSA).

## Horarios
| Lunes a viernes laborables              |               |             |          |       |               |            |              |                    |
| Molinos Marfagones                      | Cuesta Blanca | Los Puertos | Tallante | Perín | Cuesta Blanca | San Isidro | La Magdalena | Molinos Marfagones |
|                                         | 07:00         | 07:05       | 07:10    | 07:20 | 07:25         | 07:30      | 07:35        | 07:40              |
| 10:15                                   | 10:25         | 10:30       | 10:35    | 10:45 | 10:50         | 10:55      | 11:00        | 11:05              |
| 12:15                                   | 12:25         | 12:30       | 12:35    | 12:45 | 12:50         | 12:55      | 13:00        | 13:05              |
| 15:15                                   | 15:25         | 15:30       | 15:35    | 15:45 | 15:50         | 15:55      | 16:00        | 16:05              |
| 19:15                                   | 19:25         | 19:30       | 19:35    | 19:45 | 19:50         | 19:55      | 20:00        | 20:05              |
| Sábados laborables, domingos y festivos |               |             |          |       |               |            |              |                    |
| Molinos Marfagones                      | Cuesta Blanca | Los Puertos | Tallante | Perín | Cuesta Blanca | San Isidro | La Magdalena | Molinos Marfagones |
|                                         | 07:00         | 07:05       | 07:10    | 07:20 | 07:25         | 07:30      | 07:35        | 07:40              |
| 09:45                                   | 09:55         | 10:00       | 10:05    | 10:15 | 10:20         | 10:25      | 10:30        | 10:35              |
| 11:45                                   | 11:55         | 12:00       | 12:05    | 12:15 | 12:20         | 12:25      | 12:30        | 12:35              |
| 14:45                                   | 14:55         | 15:00       | 15:05    | 15:15 | 15:20         | 15:25      | 15:30        | 15:35              |
| 19:45                                   | 19:55         | 20:00       | 20:05    | 20:15 | 20:20         | 20:25      | 20:30        | 20:35              |

## Recorrido y paradas
| Parada                                    | Común con |
| ----------------------------------------- | --------- |
| Ctra. Mazarrón - Cárnicas Franvi (Frente) | 6         |
| Muebles Lara                              |           |
| Cuesta Blanca - Farmacia                  | 30        |
| Cuesta Blanca - Neumáticos Tari           |           |
| Cuesta Blanca - Polvareas                 |           |
| Los Puertos - Museo Etnográfico           |           |
| Residencia Los Marines                    |           |
| La Ermita                                 |           |
| Los Puertos - Estanco                     |           |
| Los Puertos                               |           |
| Cruce Los Pérez                           |           |
| Tallante                                  | 30        |
| Rambla de los Fuentes                     |           |
| Perín - Entrada                           |           |
| Perín - Iglesia                           |           |
| Perín - Local Social                      |           |
| Perín - Casa Eugenio                      |           |
| Perín - Puente                            |           |
| La Corona                                 |           |
| Cuesta Blanca - Gasolinera                | 30        |
| San Isidro                                |           |
| La Magdalena                              |           |
| Muebles Lara (Frente)                     |           |
| Ctra. Mazarrón - Cárnicas Franvi          | 6         |